# 松浦大悟
松浦 大悟（まつうら だいご、1969年10月3日 - ）は、日本の政治家、元秋田放送アナウンサー。参議院議員（1期）、民主党・民進党秋田県連代表を務めた。

## 来歴
広島県広島市出身。広島市立基町高等学校、神戸学院大学法学部卒業。大学卒業後の1992年秋田放送にアナウンサーとして入社。2006年12月、同社退社。
2007年7月、第21回参議院議員通常選挙に無所属（民主・社民推薦）で秋田県選挙区から出馬し、初当選。選挙前は当選後の国会における所属について、民主党・社民党・連合・鈴木陽悦参議院議員の意向を聞いた上で所属政党・会派を決定する考えを表明していたが、当選後の8月4日には一転、将来的な民主党入党を見据えた民主党・新緑風会への入会を希望。しかし、これに社民党が反発したため9月10日召集の第168臨時国会での会派入りを見送った。
その後、民主党は新党日本・国民新党を加えた新たな会派を結成し、社民党も松浦の民主党会派への入会を容認する姿勢に転じたため、松浦は2008年7月、民主党秋田県連（寺田学代表）に民主党入党を打診し、8月11日に県連常任幹事会で松浦の民主党入りが了承され、党本部も9月1日に常任幹事会で松浦の入党を了承した。民主党秋田県連幹事長を経て、2009年12月に県連代表に就任した。2010年6月、菅直人執行部で党副幹事長の1人に就任するも1週間ほどで自ら辞退。農林水産・国土交通省に関する陳情を担当。
2012年12月、予算委員会の理事に就任。同年12月16日の第46回衆議院議員総選挙で民主党は議席を「231」から「57」に減らし、野田佳彦代表は同日夜、引責辞任を表明。野田の辞任に伴う代表選挙（12月25日投開票）では馬淵澄夫の推薦人に名を連ねた。
2013年7月、第23回参議院議員通常選挙に民主党公認で秋田県選挙区から出馬して、落選した。
2016年7月、第24回参議院議員通常選挙に民進党公認の野党統一候補として秋田県選挙区から出馬し、落選した。同年9月20日、政界引退を公表。
2017年5月、民進党員の資格を更新をせず、一般党員でもなくなる。同年10月3日、希望の党は第48回衆議院議員総選挙秋田1区の公認候補として松浦を擁立することを発表。同選挙区は民進党前職の寺田学が地盤としていたが、寺田は希望の党の裁定によりコスタリカ方式で比例東北ブロック単独1位に回ることとなり、「前職でありながら、思い入れの強い1区から立候補できず非常に残念で不本意」「松浦さんとは何も話をしていないが、感情的なしこりがないと言えばうそになる」と寺田が述べるなどわだかまりが残る形となった。同年10月22日、小選挙区で落選し、比例東北ブロックにおいても落選した。
2022年4月27日、日本維新の会が同年夏の第26回参議院議員通常選挙比例区に松浦を擁立すると発表した。
2022年の第26回参議院議員通常選挙には日本維新の会公認で比例区から立候補した。7月10日の投開票の結果、松浦の比例個人票順位は維新の比例候補者26人中14位（松浦の個人票数は20,222票）となったため、維新が比例で獲得した8議席に届かず落選した。
同年9月9日、日本維新の会本部は松浦を次期衆院選の秋田1区公認候補予定者に相当する同区支部長に任命すると発表した。これにより、2024年10月27日投開票の第50回衆議院議員総選挙に秋田1区から立候補したが、小選挙区で落選し、比例東北ブロックでも日本維新の会が議席を得ることができなかったため落選となった。

## 人物

### LGBTに対して
2017年の衆院選落選後の10月26日、本人公式Twitterでゲイであることをカミングアウトした。翌10月27日、産経新聞がこれを記事に取り上げたが、「希望の党がカミングアウトを阻止した」と誤読されるとして、松浦は取材が無かったことと共に記事に不満の意を表明し、同日、同紙秋田支局長から誤読を招いたとして謝罪の電話を受けたとしている。なお本人は2021年の自著『LGBTの不都合な真実 活動家の言葉を100%妄信するマスコミ報道は公共的か』で「左翼運動の変形としてのLGBT運動では社会変革はできません」と昨今の先鋭化するLGBT運動を批判している。

## 政策
- 憲法改正に賛成[22]。
- 憲法9条を改正して、自衛隊の役割や限界を明記すべき[22]。
- 緊急事態条項の創設に賛成[22]。
- 参院選で隣接する県を一つの選挙区にする「合区」をなくすための憲法改正に賛成[22]。
- 原発は日本には、当面は必要だが、将来的には廃止すべき[22]。
- 核武装について、将来にわたって検討すべきでない[22]。
- 選択的夫婦別姓については現行の戸籍制度を残しつつ、旧姓の使用に法的効果を与える制度に賛成[23]。

## 騒動
2013年11月11日、前年12月の第46回衆議院議員総選挙において秋田3区より民主党公認候補として出馬し落選した三井マリ子から、慰謝料など計約2760万円を求める訴訟を秋田地裁横手支部におこされた。三井は訴状の中で、県連代表を務める松浦らが三井の人格を否定するような言動を行い、民主党が支出すべき供託金の分配も行わなかったと主張。これを受けて民主党秋田県連は2013年11月22日、今回の衆院選では三井個人の資金は一銭も使われておらず、党のお金を原資とした供託金は公金なのだから秋田3区総支部に戻すべき、「三井氏の言動があまりにも酷く、これ以上応援できないとする支援者たちが続出していた」と反論し争う構えを見せた。松浦は2014年5月10日、三井の供託金300万円を返金したと述べた。2014年2月には三井名義の口座を無断で開設したとして刑事告発されていた松浦の元秘書が書類送検されたが、同年10月、秋田地検は「選挙実務は元秘書に任されており、口座開設を含む包括的な委任があったと認められる」として元秘書を嫌疑不十分で不起訴処分とした。

## 選挙
| 当落 | 選挙                     | 執行日         | 年齢 | 選挙区              | 政党         | 得票数     | 得票率 | 定数 | 得票順位 /候補者数 | 政党内比例順位 /政党当選者数 |
| ---- | ------------------------ | -------------- | ---- | ------------------- | ------------ | ---------- | ------ | ---- | ------------------ | ---------------------------- |
| 当   | 第21回参議院議員通常選挙 | 2007年07月29日 | 37   | 秋田県              | 無所属       | 57万823票  | 50.36% | 1    | 1/3                | /                            |
| 落   | 第23回参議院議員通常選挙 | 2013年07月21日 | 43   | 秋田県              | 民主党       | 19万4497票 | 39.02% | 1    | 2/4                | /                            |
| 落   | 第24回参議院議員通常選挙 | 2016年07月10日 | 46   | 秋田県              | 民進党       | 23万6521票 | 43.99% | 1    | 2/3                | /                            |
| 落   | 第48回衆議院議員総選挙   | 2017年10月22日 | 48   | 比例東北（秋田1区） | 希望の党     | 5万3850票  | 36.42% | 1    | 2/3                | 8/3                          |
| 落   | 第26回参議院議員通常選挙 | 2022年07月10日 | 52   | 比例区              | 日本維新の会 | 2万222票   |        | 50   | /                  | 14/8                         |
| 落   | 第50回衆議院議員総選挙   | 2024年10月27日 | 55   | 秋田1区             | 日本維新の会 | 1万7865票  | 12.35% | 1    | 3/4                | /                            |

## 著作
- 『LGBTの不都合な真実　活動家の言葉を100％妄信するマスコミ報道は公共的か』（秀和システム、2021年、ISBN 9784798065564)

## 秋田放送在籍中の担当番組
テレビ

- ワイドゆう（司会）
- ゆうドキっ!（司会）
- 24時間テレビ（秋田担当パーソナリティ）

ラジオ

- No.5（ナンバーファイブ）（パーソナリティ）
- 元気満タン秋田だwin（パーソナリティ）
- ごごはWIN'S（中継担当）